# Henry Tizard
Henry Thomas Tizard FRS (Gillingham, Kent, 23 de agosto de 1885 — Fareham, 9 de outubro de 1959) foi um químico inglês.

## Vida
Ele foi Reitor do Imperial College London de 1929 a 1942. Tizard também foi de 1942 a 1946 Presidente do Magdalen College da Universidade de Oxford. Tizard lidava com aeronáutica e tecnologia de radar  antes da Segunda Guerra Mundial e em 1940 chefiou uma comissão em sua homenagem que era responsável pela troca de informações, por exemplo, sobre radar e motores a jato, com os EUA. Após a Segunda Guerra Mundial, ele chefiou a pesquisa militar do Reino Unido como presidente do Comitê de Política de Pesquisa de Defesa.
Em 1926 ele foi eleito para a Royal Society e em 1937 nomeado cavaleiro como Cavaleiro Comandante da Ordem do Banho. 1948, ele foi presidente da Associação Britânica para o Avanço da Ciência. Em 1949 ele foi elevado ao Cavaleiro da Grã-Cruz da Ordem de Bath.

## Publicações
- Walther Nernst und Henry Thomas Tizard: Theoretical chemistry from the standpoint of Avogadro's rule & thermodynamics. Macmillan and Co., London 1911
- Methods of measuring aircraft performances. Aeronautical Society of Great Britain, London 1917.
- The passing world: science and social progress. Bureau of Current Affairs, London 1948.
- Scientist in and out of the Civil Service. The twenty-second Haldane Memorial lecture delivered at Birkbeck College, London, 9th March 1955. printed for Birkbeck College, London, by W.J. Ruddock and Sons, London 1955.